# Llançà
Llançà là một đô thị trong comarca Alt Empordà, Girona, Catalonia, Tây Bna Nha.

## Biến động dân số
| 1900 | 1930 | 1950 | 1970 | 1986 | 2007 |
| ---- | ---- | ---- | ---- | ---- | ---- |
| 1829 | 2021 | 1713 | 2682 | 3271 | 4862 |